# Neonerita postsuffusa
Neonerita postsuffusa är en fjärilsart som beskrevs av Rothschild 1922. Neonerita postsuffusa ingår i släktet Neonerita och familjen björnspinnare. Inga underarter finns listade i Catalogue of Life.